# Silnice II/261
II/261 je silnice druhé třídy, která začíná ve městě Liběchově ve Středočeském kraji a končí v Děčíně v Ústeckém kraji.

## Popis
Silnice vede podél Labe po jeho pravém břehu od Liběchova na severozápad. Prochází Štětím, Hoštkou, Litoměřicemi, Ústím nad Labem a končí v Děčíně v Ústeckém kraji.